# Zylinderdruckindizierung

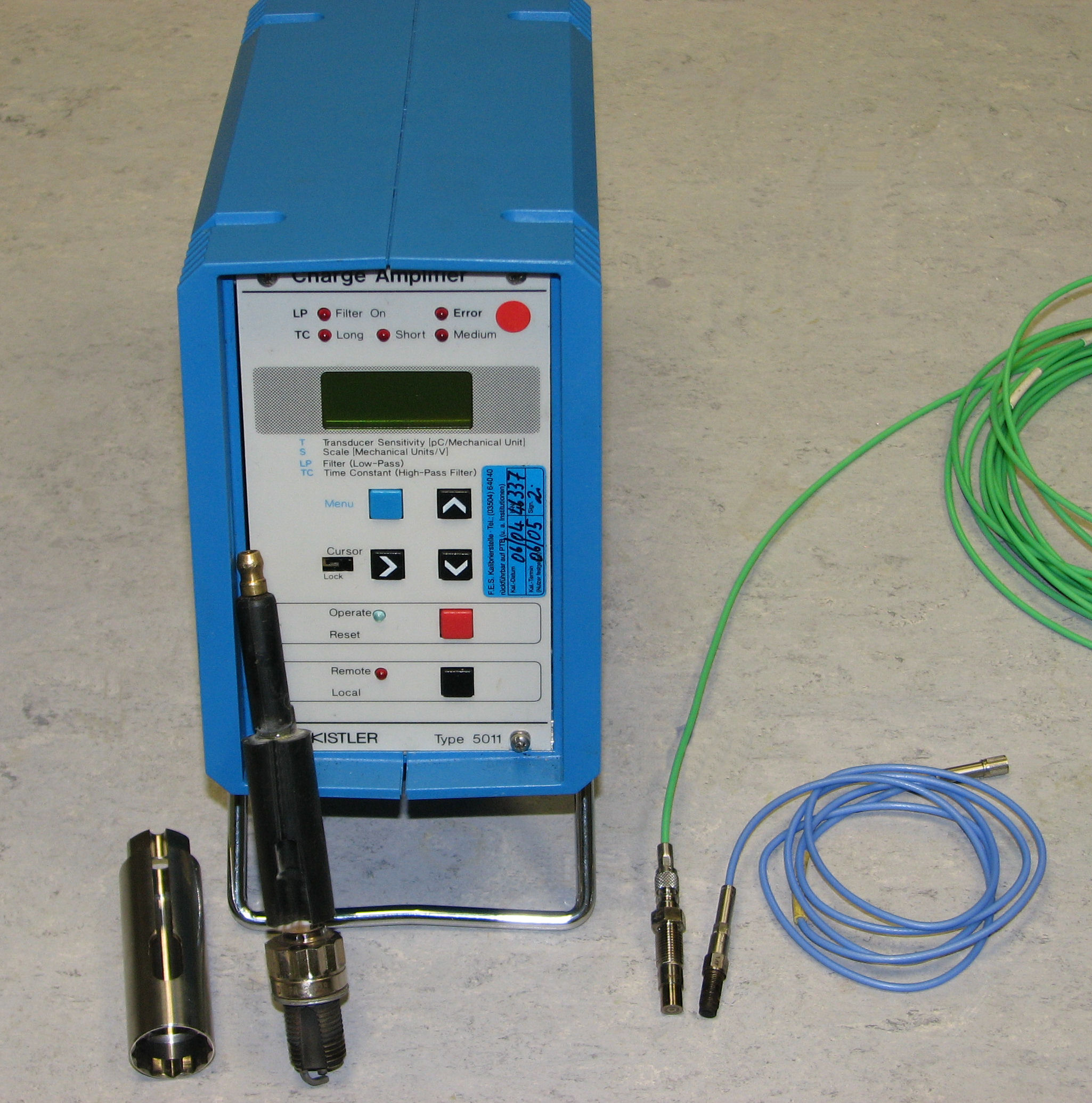
Ladungsverstärker, Zündkerze mit Sensorbohrung, Schulter- und Frontdichtender Hochdrucksensor (200 bar, 350 °C, ca. 18 pC/bar)

Die Zylinderdruckindizierung ist ein messtechnisches Verfahren zum Erfassen des im Arbeitsraum herrschenden Innendrucks (bzw. indizierten Drucks) von Motoren mit innermotorischer Verbrennung und anderen Kolbenmaschinen in Abhängigkeit vom Kurbelwellenwinkel oder der Zeit. Ziel ist ein besseres Verständnis der thermodynamischen Prozessführung sowie der erbrachten indizierten Leistung.
Es gibt verschiedene Wege der Indizierung, wobei die elektronische Variante mit piezoelektrischen Drucksensoren weiter verbreitet ist als die mechanische. Die im Zylinder vorgenommene Indizierung wird aufgrund der dort herrschenden hohen Drücke Hochdruckindizierung genannt. Daneben hat sich die Niederdruckindizierung, also die Messung der Drücke im Ein- und Auslass zur Ladungswechselanalyse, mit piezoresistiven Drucksensoren zur ganzheitlichen Messung angeschlossen.
Bei der Messung wird ein direkter Bezug zur Stellung des Kolbens oder der Zeit hergestellt, wodurch eine Zuordnung zur jeweiligen Arbeitsphase des Verbrennungsmotors ermöglicht wird.
Mit Druck, (Zylinder-)Bohrung, (Kolben-)Hub und Stellung der Kurbelwelle kann das innermotorische Drehmoment errechnet werden. Wichtig für die Indizierung der Zylinderdrücke ist neben der einwandfreien Aufnahme des Kurbelwinkels, die so nah wie möglich an der Kurbelwellenschränkung des indizierten Zylinders erfolgen sollte, eine saubere und von äußeren Einflüssen ungestörte Messkette. Wird kein Ladungsverstärker, sondern ein einfacher Impedanzwandler verwendet, genügt es, die Kabelenden mit gewaschenen Händen zu berühren und so den (bei einfachen Geräten) erforderlichen sehr hohen Isolationswiderstand von mindestens 1012 Ω so zu verringern, dass die Messergebnisse verfälscht werden. Ein Ladungsverstärker ist diesbezüglich unkritisch.
Die ersten, noch mechanisch aufgezeichneten Druck-Volumendiagramme, damals Indikatordiagramme genannt, wurden von Nikolaus Otto erstellt. Diese bestätigten seine mit Hilfe der Gasgesetze berechneten Diagramme.